# The Meaning of Peace
The Meaning of Peace – singel Kumi Kōda wykonany z BoA wydany 19 grudnia 2001 roku.

## Lista utworów
- CD singel, CD maxi-singel (19 grudnia 2001)[1]

1. „The Meaning Of Peace” (Original Mix) – 5:03
2. „The Meaning Of Peace” (TV Mix) – 5:02

## Notowania na Listach przebojów
| Kraj    | Lista (2002) | Najwyższa pozycja |
| ------- | ------------ | ----------------- |
| Japonia | Top 20       | 18                |